# Państwowe Nieruchomości Ziemskie
Państwowe Nieruchomości Ziemskie – polska instytucja państwowa, której zadaniem było zagospodarowanie i opieka nad nieruchomościami ziemskimi.
W styczniu 1946 został powołany Zarząd Państwowych Nieruchomości Ziemskich, a w lutym 1946 – przedsiębiorstwo Polskie Nieruchomości Ziemskie. 
Przejęło ono wszystkie dotychczas nierozparcelowane obiekty rolne o powierzchni ponad 100 hektarów i jego zadaniem była opieka nad przejętymi gospodarstwami oraz prowadzenie działalności rolniczej do czasu przekazania ziemi nowym użytkownikom.
PNZ przejmowały oprócz gruntów przeznaczonych do rozdzielenia również grunty należące do wojska oraz różnych instytucji państwowych, a także grunty osób prywatnych rezygnujących z przyznanej im ziemi.
W 1947 PNZ zarządzały na terenie Ziem Odzyskanych 1 200 000 ha ziemi. Ponieważ na Ziemiach Odzyskanych nie było dużego zainteresowania ziemią ze strony rolników indywidualnych, przedsiębiorstwo zaczęło rozwijać działalność rolniczą. Do jego obszaru włączono część gospodarstw zasiedlonych przez niedostatecznie liczne grupy parcelacyjne, w celu komasacji gruntów przesiedlano również osadników z gospodarstw indywidualnych.
1 stycznia 1949 z zasobów Państwowych Nieruchomości Ziemskich utworzono Państwowe Gospodarstwa Rolne.
Osoby z kierownictwa PNZ zostały aresztowane, sądzone w procesie pod zarzutami szpiegostwa i próby obalenia ustroju Polski Ludowej i skazane na kary pozbawienia wolności (wśród nich Kazimierz Papara, Ludwik Slaski).